# Pierluigi Pairetto
Pierluigi Pairetto és un exàrbitre de futbol italià. Entre els nombrosos partits de prestigi que va oficiar hi havia la final de l'Eurocopa 1996 entre Alemanya i la República Txeca a Wembley, i el clàssic enfrontament de segona ronda del Mundial dels Estats Units 1994 entre Romania i l'Argentina a Pasadena.